# Henri Tudor
Henri Tudor   (Ferschweiler, 30 de setembre de 1859 - Rouspert, 31 de maig de 1928) fou un enginyer, inventor i industrial luxemburguès. Va desenvolupar la primera bateria de plom-àcid utilitzable comercialment.

## Biografia
Henri Tudor era fill de John Thomas Tudor de Llanarth (Regne Unit) i de Marie Loser de Rosport. Va assistir a l'escola primària i secundària com a intern al Col·legi municipal de Chimay (Bèlgica), i va ser estudiant de 1879 a 1883 a l'École Polytechnique, que formava part de la Universitat de Brussel·les. El 1885, el jove enginyer es va especialitzar en una institució d'enginyeria elèctrica a París, on va assistir a les conferències impartides per Marcel Deprez.
Henri Tudor estava interessat en l'electricitat i sobretot en el seu emmagatzematge. Va desenvolupar un sistema d'il·luminació elèctrica a la residència del seu pare, la Irminenhof de Rosport, fins i tot abans d'haver acabat els estudis d'enginyeria. Durant les seves vacances, va connectar un generador de tipus Gramme a la roda hidràulica del Bannmillen, un molí situat a la part inferior de la propietat. Els cables transportaven l'energia elèctrica des del molí fins a la casa, il·luminada amb bombetes Edison. La potència subministrada pel generador era òbviament irregular. A més, no es va utilitzar durant les hores baixes. Henri Tudor va tenir la idea d'utilitzar acumuladors de plom àcid com a tampó per igualar la tensió i emmagatzemar l'energia no utilitzada.
Wilhelm Josef Sinsteden va observar per primera vegada les reaccions químiques que es produïen en una bateria o acumulador de plom àcid el 1854. L'acumulador com a bateria recarregable va ser inventat el 1859 per Gaston Planté i millorat el 1880 per Camille Faure. En les seves aplicacions pràctiques, no obstant això, va demostrar ser poc fiable: es van produir curtcircuits i les plaques es van trencar durant el servei. Thomas Edison va descriure l'acumulador de plom-àcid com "una trampa,... un mecanisme per estafar al públic" i "comercialment... un fracàs ".
Henri Tudor va buscar una solució permanent a aquests problemes i es va fabricar un motlle per colar grans plaques superficials amb el qual va construir un acumulador de plom-àcid del seu propi disseny. En fer-ho, podria confiar en l'ajut del seu germà Hubert i del seu cosí, Nikolaus Schalkenbach de Trier. Amb l'equip combinat (generador i bateria tampó), va poder fer funcionar de forma contínua i constant l’alimentació de l’ Irminenhof, que es va convertir així en la primera casa privada de Luxemburg que tenia il·luminació elèctrica.
L'elèctrode Tudor va destacar per la seva inigualable fiabilitat. Sabem per una font fiable que un acumulador Tudor es va posar en servei l'octubre de 1882 i que va funcionar sense interrupcions fins al desembre de 1887. Les plaques acumuladores que han estat en servei regular durant 16 anys s'exposen al Museu Tudor de Rosport.
El 5 de maig de 1891 Henri Tudor es va casar amb Marie-Madeleine Pescatore de Bofferdange. Van tenir tres fills i la jove família es va traslladar el setembre de 1892 a la seva recentment construïda monumental Manor House a Rosport.

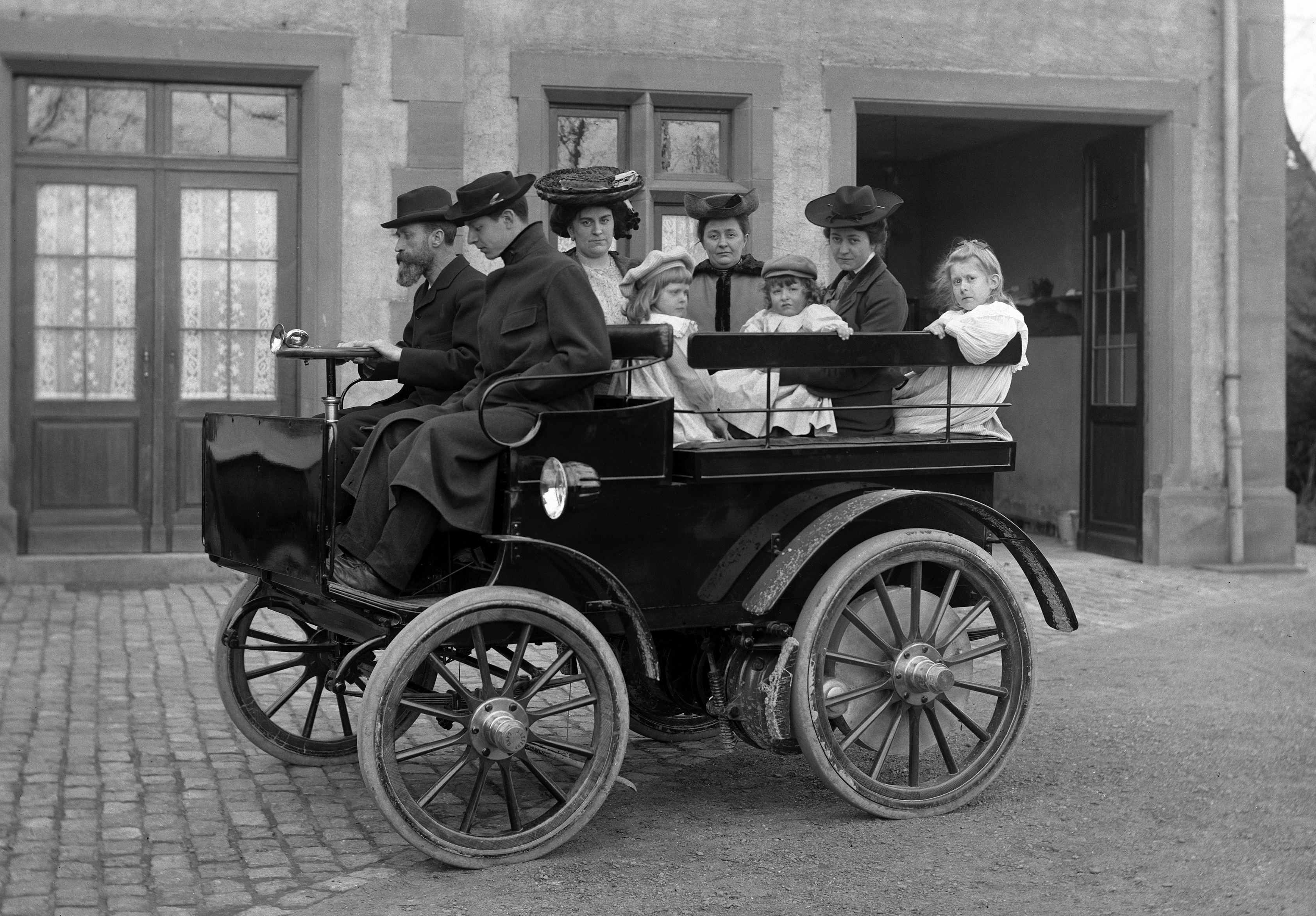
Henri Tudor conduint el seu automòbil elèctric construït el 1902 per J. Lefert, carrossers, a Gant i, sens dubte, equipat amb bateries Tudor

El 1914, Henri Tudor va començar a patir una intoxicació greu per plom que li va causar la mort el 1928.

## Patents d'Henri Tudor

El principi de funcionament de l'elèctrode positiu de l’acumulador Tudor segons la patent de 1886: (a) capa fina de Planté, ajudada per òxid embrutat; (b) la capa Planté s'enforteix durant l’ús, l’òxid que s'adhereix a la capa Planté s'infla i es redueix segons els cicles de càrrega i descàrrega; eventuals residus cauen a les cavitats deliberadament deixades a sota

### Patent de 1886
El 17 de juliol de 1886, Henri Tudor va presentar a Luxemburg la patent núm. 711 "Més millores als elèctrodes dels acumuladors elèctrics". Aquesta patent també es va presentar a Bèlgica i França.
Les millores consisteixen en el següent: Les plaques (elèctrodes) són prou gruixudes com per ser rígides i per proporcionar un alt nivell de conductivitat; estan acanalats de manera que ofereixen una gran superfície, amb una ranura lleugerament afilada. Les plaques se sotmeten a una formació d’acord amb el mètode desenvolupat per Planté, però de durada molt més curta, les ranures s'omplen amb una pasta d’òxid de plom segons el procés de Faure (embrutatge). Les plaques es tracten després amb un corrent d'intensitat feble fins que la pasta es transforma en peròxid de plom a les plaques positives i en plom reduït a les plaques negatives. La capa Planté proporciona una bona adherència de la pasta activa i la forma afilada de les ranures permet relliscar les partícules de pasta durant els cicles successius de càrrega i descàrrega de la bateria sense provocar distorsions de la placa. Les partícules d’òxid desintegrades cauen en cavitats deixades deliberadament per sota de les plaques. La capa Planté s'enforteix durant els cicles de càrrega i descàrrega: la formació final de la placa Tudor es produeix durant l’ús real de l’acumulador. L'elèctrode Tudor combina els avantatges dels mètodes Planté i Faure evitant els seus respectius desavantatges.

### Patent de 1896
Per tal d’evitar l’operació d'oxidació, que era laboriosa i perillosa, Henri Tudor buscava maneres de crear una capa Planté mitjançant un procés electroquímic accelerat. El 18 de maig de 1896, va presentar al Regne Unit la seva patent núm. 10718 sobre l'elèctrode recobert amb una fina capa d'òxid. Aquesta capa es va obtenir per electròlisi inversa en àcid molt diluït per tal de promoure la formació de "sulfat que conté òxid de plom", que en realitat consistia en sulfats bàsics de plom descrits per la fórmula general x PbO • y PbSO ₄ • z H ₂ O. Aquest invent va comportar una reducció del pes dels elèctrodes alhora que augmentava la seva capacitat, i va resultar en una reducció del preu de venda de fins al 15 per cent.

## Sistemes d'il·luminació elèctrica
El 30 d'abril de 1886, Henri Tudor va signar una convenció amb l'Ajuntament d'Echternach sobre la substitució del carrer del petroli existent per il·luminació elèctrica. Es va entendre que la central elèctrica inclouria una caldera de vapor, dos dinamos i acumuladors de plom-àcid Tudor. Per a l'execució d'aquest projecte, va fundar amb el seu germà Hubert i el seu cosí Nikolaus Schalkenbach, la firma Tudor Frères & Schalkenbach i va establir tallers a Rosport. El sistema d’il·luminació elèctrica va entrar en funcionament el 24 d’octubre de 1886. Echternach estava orgullosa de ser la primera ciutat del país a beneficiar-se de la il·luminació elèctrica.
El 1887, Henri Tudor va concloure un contracte d’il·luminació elèctrica a la petita ciutat de Dolhain- Limburg (Bèlgica). El 1889 va fundar a Brussel·les la Société Anonyme Belge pour l'Éclairage public per l'Électricité per proporcionar una base més sòlida per a les seves activitats comercials a Bèlgica. Després va instal·lar dues centrals elèctriques, una a Brussel·les i una a Gant.
El maig de 1889, 150 bateries estacionàries públiques o privades de Tudor funcionaven a Bèlgica i a la resta d’Europa. El juliol de 1891, el seu nombre era de 1200, que corresponia a més de 3 milions d’elèctrodes.
Rosport, el poble natal de Tudor, va haver d’esperar fins al 1901 per beneficiar-se de la il·luminació elèctrica. És important entendre que el desenvolupament de xarxes de corrent continu basades en acumuladors era inevitablement limitat i que, a llarg termini, fins i tot va dificultar el subministrament d’electricitat en la seva forma més eficient: el corrent altern.

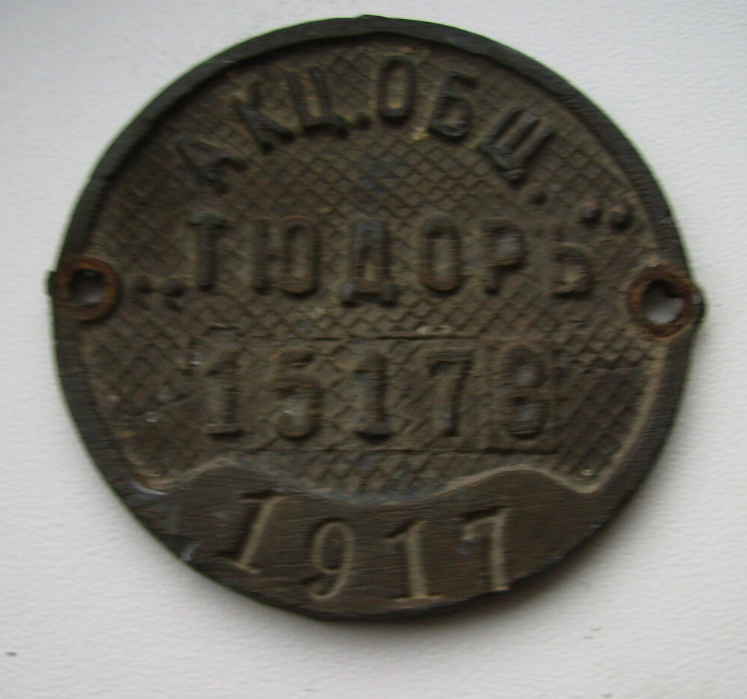
Etiqueta d'una bateria fabricada per la russa Tudor Accumulator Company, 1917

## Energia portàtil

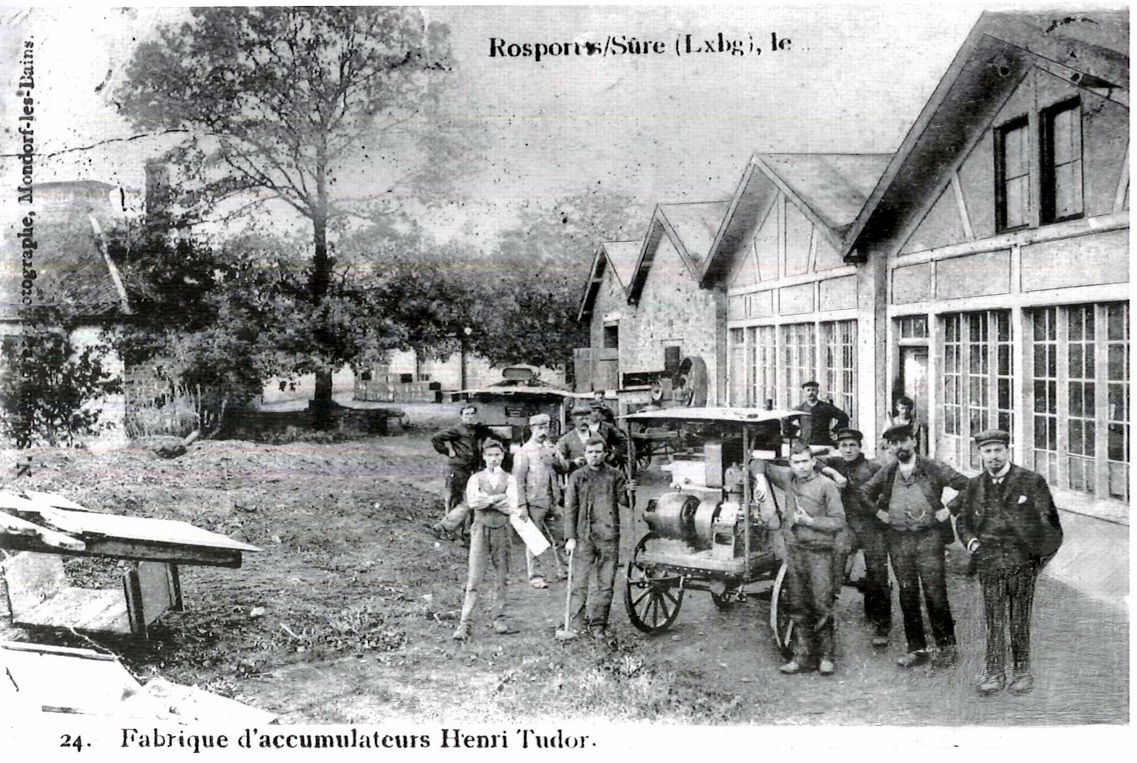
Presentació d’un Energy-Car davant la fàbrica Tudor de Rosport

Els germans Tudor de Rosport vivien en un entorn rural que volien obrir al progrés científic i tecnològic. L’agost de 1884 van connectar un motor elèctric a una màquina de batre al paller del seu pare. L'energia s'alimentava a través de cables de més de 60 metres de llarg. Els primers testimonis oculars no van poder amagar el seu entusiasme.
Es va mantenir el problema de transportar energia elèctrica a llocs remots del camp. No va ser fins al 1905, a l'Exposició de Lieja, que Henri Tudor i l'enginyer Maurice Braun van poder mostrar una possible solució, dissenyada com a substitut del motor portàtil tradicional. El carro, que van anomenar "Energy-Car", era compacte i dissenyat amb cura. Consistia en un motor de combustió interna, un generador, una bateria de plom-àcid i els instruments necessaris per controlar el seu funcionament. No era un vehicle autopropulsat. El dispositiu es va construir primer a la fàbrica de Rosport i, posteriorment, al taller Braun de Brussel·les.
L’Energy-Car no va ser un èxit comercial. El preu de compra i els costos de manteniment eren elevats i el seu funcionament no era senzill per als no iniciats. Uns anys més tard, amb l'arribada de les xarxes elèctriques rurals, el motor elèctric va esdevenir predominant a les explotacions agrícoles i el vehicle energètic va quedar obsolet.

## Reconeixement
Es pot considerar que els germans Tudor són els "seguidors industrials de l'obra teòrica de Planté".
El 1987 es va fundar el CRP Henri Tudor (el Centre Públic d'Investigació Henri Tudor) a Luxemburg, que va ser nomenat en honor d'Henri Owen Tudor i la seva devoció per la recerca i la innovació.
El 12 de maig de 2009, l'oficina de correus de Luxemburg va emetre un conjunt de tres segells sobre el tema "Eminents luxemburguesos". Un dels segells representava Henri Tudor.
El 2013, el planeta menor (260886 Henritudor), descobert el 2005, va ser nomenat en honor d'Henri Tudor.